# Бефинд (спутник)
Бефинд (ирл. Bebhionn) — нерегулярный спутник планеты Сатурн с прямым орбитальным обращением.
Названа именем великанши из кельтской мифологии.
Также обозначается как Сатурн XXXVII.
Принадлежит к Галльской группе.

## История открытия
Бефинд была открыта в серии наблюдений, начиная с 12 декабря 2004 года.
Сообщение об открытии сделано 4 мая 2005 года.
Спутник получил временное обозначение S/2004 S 11.
Собственное название было присвоено 5 апреля 2007 года.